# Klaus Steiniger
Klaus Steiniger (* 28. Dezember 1932 in Berlin; † 9. April 2016 ebenda) war ein deutscher Journalist, Buchautor und Staatsanwalt in der DDR.

## Leben
Als Sohn des kommunistischen Rechtsanwalts jüdischer Abstammung Peter Alfons Steiniger wurde Steiniger 1943 vom Gymnasium verwiesen. Zahlreiche seiner Verwandten wurden im KZ Auschwitz ermordet.

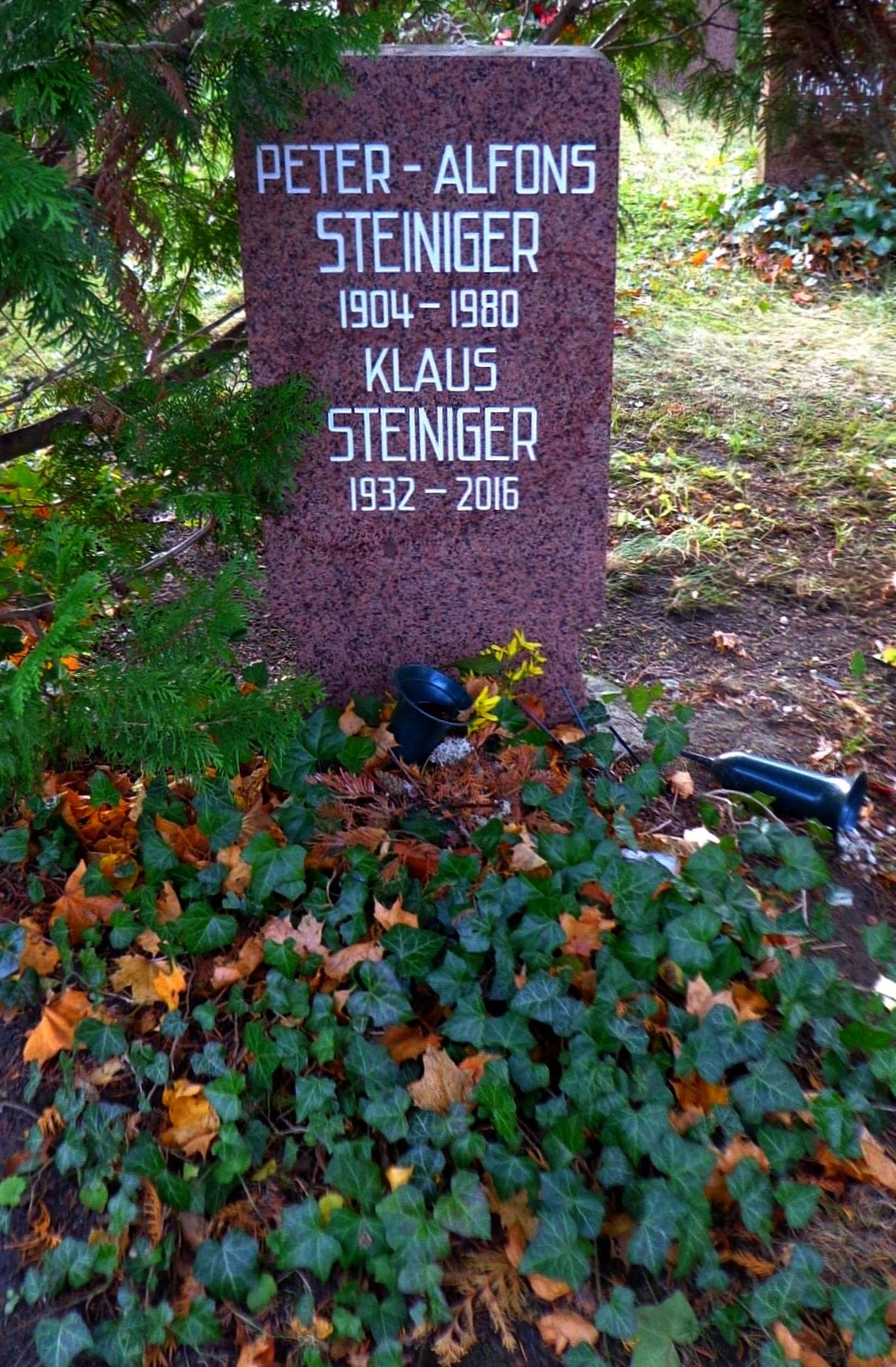
Grabstätte

An seinem 16. Geburtstag trat Klaus Steiniger 1948 in West-Berlin in die SED ein. Nach der Übersiedlung nach Ost-Berlin studierte er Rechtswissenschaft an der Humboldt-Universität. Ab 1956 war er als Staatsanwalt im Kreis Güstrow tätig und war von 1961 bis 1963 Bürgermeister der Gemeinde Vietgest. 1963 war er kurzzeitig Redakteur bei der Fernsehsendung Aktuelle Kamera und arbeitete von 1964 bis 1967 im Außenministerium der DDR. Nach der Promotion arbeitete Steiniger 1967 im Außenpolitikressort des SED-Zentralorgans Neues Deutschland, dessen Redaktion er bis 1992 angehörte. Steiniger trat aus der PDS aus und der DKP bei.
1998 war er Mitbegründer der laut Verfassungsschutz linksextremistischen Zeitschrift Rotfuchs, deren Chefredakteur er bis zu seinem Tod 2016 war. Steiniger war Mitglied im Verein Gesellschaft zur Rechtlichen und Humanitären Unterstützung e. V. und lebte zuletzt in Berlin. Seine Urne wurde im Grab seines Vaters in der Grabanlage Pergolenweg des Berliner Zentralfriedhofs Friedrichsfelde beigesetzt.

## Schriften (Auswahl)
- Portugal im April. Chronist der Nelkenrevolution. Berlin 2011.
- Angela Davis. Eine Frau schreibt Geschichte. Mit einem Vorwort von Angela Davis. Berlin 2010.
- CIA, FBI & Co. Das Kartell der US-Geheimdienste. Vor- und Nachwort von Rainer Rupp. Berlin 2008.
- Bei Winston und Cunhal. Reporter auf vier Kontinenten. Berlin 2004.
- Tops und Flops. Die Geschäfte der US-Geheimdienste. Mit einem Vorwort von "Topas". Berlin 1998.
- Die Brut des Al Capone. Gangstersyndikate in den USA. Berlin 1986.
- Portugal. Leipzig 1982.
- Die Herausbildung der Johnson-Doktrin der Strategie des totalen Interventionismus. Potsdam 1966.